# John Rawdon, 1. Earl of Moira
John Rawdon, 1. Earl of Moira (* 17. März 1720; † 20. Juni 1793) war ein irischer Adliger und Politiker.

## Leben
Er war der Sohn und Erbe von Sir John Rawdon, 3. Baronet, und dessen Gattin Dorothea Levinge. 1724 erbte er im Alter von drei Jahren den Titel seines Vaters als 4. Baronet, of Moira in the County of Down.
Er studierte an der Universität Dublin und wurde zum Fellow der Royal Society gewählt.
Am 9. April 1750 wurde er in der Peerage of Ireland zum Baron Rawdon, of Moira in the County of Down, erhoben. Er wurde dadurch Mitglied des irischen House of Lords. Am 30. Januar 1762 wurde ihm zudem der Titel Earl of Moira verliehen, ebenfalls in der Peerage of Ireland.
Als er 1793 starb, erbte sein ältester Sohn aus dritter Ehe seine Adelstitel.

## Ehen und Nachkommen
Er war dreimal verheiratet.
In erster Ehe heiratete er am 10. November 1741 Lady Helena Perceval († 1746), Tochter des John Perceval, 1. Earl of Egmont. Mit ihr hatte er zwei Töchter:
- Lady Helena Rawdon, ⚭ Stephen Moore, 1. Earl Mountcashell;
- Lady Catherine Rawdon, ⚭ Joseph Henry.

In zweiter Ehe heiratete er am 23. Dezember 1746 Hon. Anne Hill († 1751), Tochter des Trevor Hill, 1. Viscount Hillsborough. Die Ehe blieb kinderlos.
In dritter Ehe heiratete er am 26. Februar 1752 Elizabeth Hastings, 13. Baroness Hastings (1731–1808), Tochter des Theophilus Hastings, 9. Earl of Huntingdon. Mit ihr hatte er drei Töchter und drei Söhne:
- Lady Selina Frances Rawdon († 1827), ⚭ George Forbes, 6. Earl of Granard;
- Lady Charlotte Adelaide Constantia Rawdon († 1834), ⚭ Hamilton Fitzgerald;
- Lady Anne Elizabeth Rawdon (1753–1813), ⚭ Thomas Brudenell-Bruce, 1. Earl of Ailesbury;
- Francis Rawdon-Hastings, 1. Marquess of Hastings (1754–1826), ⚭ Flora Campbell, 6. Countess of Loudoun;
- Hon. John Theophilus Rawdon (1756–1808), ⚭ Frances Stevenson;
- Hon. George Rawdon († 1800), Major des 16th Regiment of Foot.